# 쿠페 (신화)

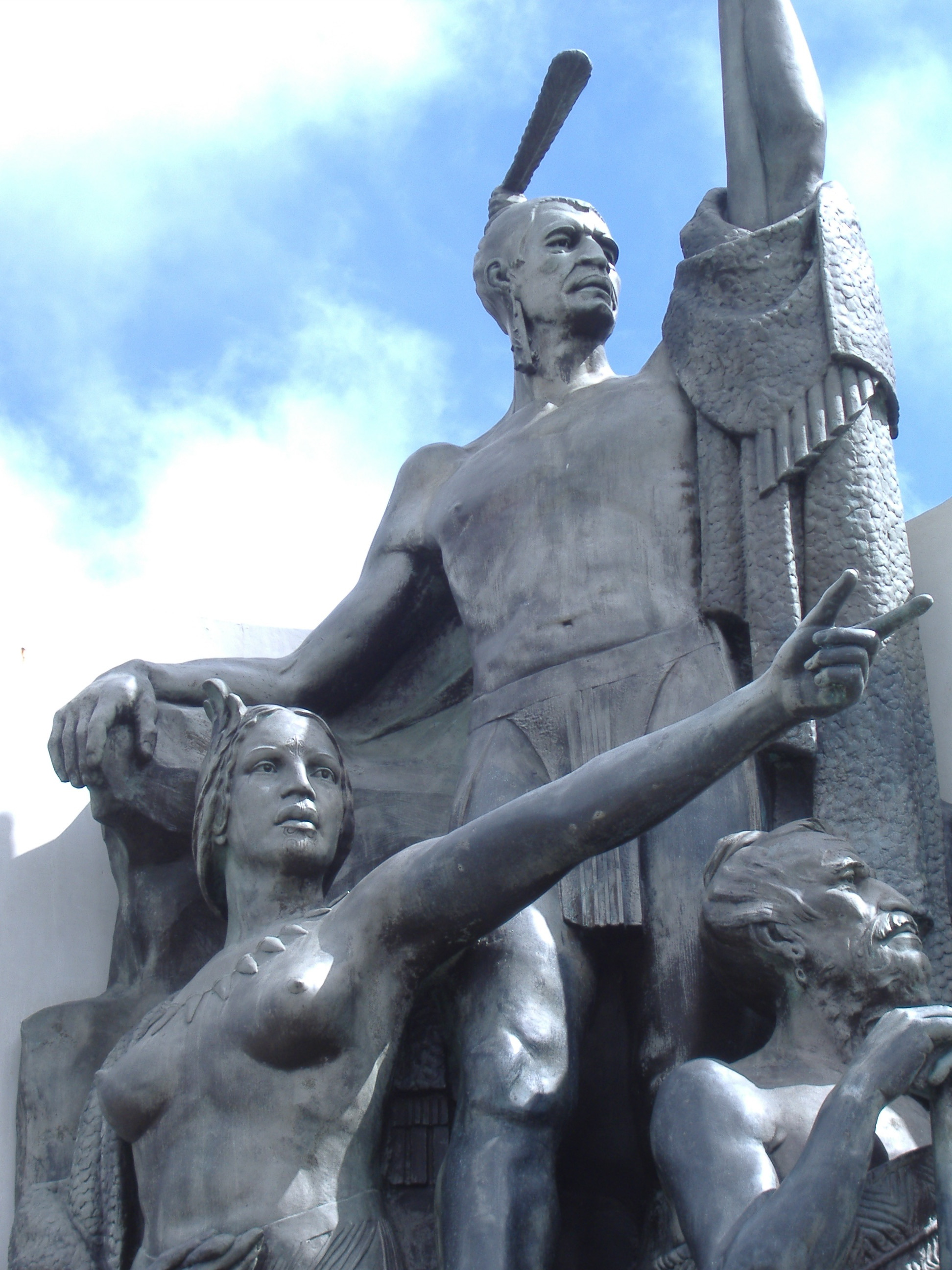
뉴질랜드 웰링턴에 세워진 쿠페와 그의 아내 동상

쿠페(Kupe)는 전설적인 폴리네시아 탐험가로, 마오리 구전 역사에 따르면 뉴질랜드를 최초로 발견한 인물이다. 쿠페가 역사적으로 실존했을 가능성이 높으나 이를 확증하기는 어렵다. 그는 일반적으로 라로통가 출신의 아버지와 라이아테아 출신의 어머니 사이에서 태어난 것으로 전해지며, 쿡 제도 마오리어나 타히티어와 유사한 마오리 원시 언어를 사용했을 것으로 추정된다. 그의 뉴질랜드 항해는 폴리네시아인들에게 이 땅을 알리는 계기가 되었으며, 따라서 마오리족의 기원을 마련한 인물로 여겨진다.
쿠페는 지리적으로 불확실한 마오리의 고향 하와이키(Hawaiki)에서 태어났으며, 그의 아버지는 라로통가 출신, 어머니는 라이아테아 출신이었다. 그의 출생 시기는 약 40~23세대 이전으로 추정된다. 쿠페의 반전설적 여정과 마오리의 전반적인 이주 이유에 대해서는 여러 의견이 있다. 마오리 구전 역사에 따르면 쿠페가 살던 당시 하와이키와 기타 폴리네시아 섬들에서 상당한 내부 갈등이 있었으며, 이는 이주를 야기했을 가능성이 있다고 전해진다.
쿠페는 일부 마오리 이위(iwi, 부족)의 신화와 구전 역사에서 중요한 인물로 등장하지만, 그의 삶에 대한 세부 사항은 이위마다 다르다. 다양한 전설과 역사는 쿠페가 뉴질랜드 정착에 광범위하게 관여한 이야기를 담고 있으며, 그의 업적 중 하나로 위대한 문어 테 휘케-아-무투랑기(Te Wheke-a-Muturangi)를 사냥하고 처치한 일화가 자주 언급된다. 그의 뉴질랜드 정착 시기는 약 1000년에서 1300년경으로 추정된다.